# Melanichneumon harlingi
Melanichneumon harlingi är en stekelart som först beskrevs av Gehrs 1908.  Melanichneumon harlingi ingår i släktet Melanichneumon och familjen brokparasitsteklar. Inga underarter finns listade i Catalogue of Life.